# Ателькін Сергій Юрійович
Сергій Юрійович Ателькін (нар. 24 лютого 1992, Донецьк, Україна) — український футболіст, екс-півзахисник футбольних клубів «Металург» (Донецьк) та «Буковина» (Чернівці).

## Життєпис

### Клубна кар'єра
Вихованець футбольної школи «Металург» (Донецьк), впродовж 2006—2009 років виступав в ДЮФЛ за донецький «Металург».
Впродовж 2009—2014 років виступав в донецькому «Металурзі» за команду дублерів. У складі якої провів більше 120 матчів. Але до основного складу команди так і не потрапив.
І восени 2014 року перебрався до «Буковини», де став одним із ключових гравців чернівецької команди.

### Сім'я
- Батько — Ателькін Юрій Валерійович (1966 р.н), український футболіст, півзахисник.
- Дядько — Ателькін Сергій Валерійович (1972 р.н), український футболіст, екс-нападник збірної України.